# Награда „Златна струна”
Награда „Златна струна” додељује се годишње за најбољи рукопис необјављених песама (раније: за најбољу необјављену песму) на конкурсу у оквиру Међународног фестивала поезије „Смедеревска песничка јесен”. 
Раније се награда додељивала за најбољу необјављену песму на конкурсу. Правилником од 2021. одлучено је да се награда додељује за најбољи необјављени песнички рукопис (од 30 до 50 песама). Одлуку о добитнику доноси трочлани жири који именује Организациони одбор Фестивала. Конкурс се расписује до 15. марта и траје до 1. маја текуће године. 
Награда се састоји статуете „Златна струна” (рад вајара Селимира Јовановића) и објављивања двојезичне књиге песама добитника (раније: и плакете и новчаног износа).
2006. године награда није додељена јер је добитник Алојз Мауриц био само псеудоним песника Момчила Бакрача, који је ову награду већ добио пре две године, а према пропозицијама иста особа не може награду добити два пута.

## Добитници
Досадашњи добитници награде су:

#### Од 1970. до 1980.
- 1970 — Весна Парун, за песму „Црна дјетињства”.
- 1971 — Миодраг Павловић, за песму „Научите пјесан”.
- 1972 — Дара Секулић, за песму „Оморина”.
- 1973 — Радован Павловски, за песму „Железна река”.
- 1974 — Соња Манојловић (1948), за песму „Један еспресо за Марију”.
- 1975 — Бранислав Петровић, за песму „Рука човекова”.
- 1976 — Драгослав Живадиновић (1926–2012), за песму „Црвена тица араратска”.
- 1977 — Живорад Ђорђевић (1952), за песму „Излазе из рудокопа кубикаши”.
- 1978 — Миленко Панић, за песму „Песници и звезде”.
- 1979 — Милосав Славко Пешић, за песму „Као што он чува мене”.
- 1980 — Павле Ковачевић, за песму „Пад”.

#### Од 1981. до 1990.
- 1981 — Татјана Дракулић (1959), за песму „Con aqua alta”.
- 1982 — Драгољуб Јевремовић (1939), за песму „Спавај као под љуљашком даха”.
- 1983 — Душко Бабић, за песму „Леђен-град”.
- 1984 — Благоје Баковић, за песму „Младожења”.
- 1985 — Данило Јокановић (1956), за песму „Твоје ствари”.
- 1986 — Небојша Деветак, за песму „Пред закључаном Богородицом Љевишком”.
- 1987 — Драгиша Драшковић (1946), за песму „Кљуква”.
- 1988 — Љубомир Ћорилић (1946), за песму „Очева кућа”.
- 1989 — Иван Мартинац (1938–2005), за песму „Непослато писмо Ивана Забедејева Теофилу из Тијатире”.
- 1990 — Живорад Недељковић, за песму „Сладолед за Дамира”.

#### Од 1991. до 2000.
- 1991 — Добривоје Станојевић, за песму „Сеилисебе”.
- 1992 — Светлана Арсић, за песму „Кућа”.
- 1993 — Зорица Бајин Ђукановић, за песму „Олиставање”.[5]
- 1994 — Милан Вучићевић, за песму „О зимском мору и Хелдерлиновом тишем Сунцу”.
- 1995 — Милорад Радуновић, за песму „Благовештенска птица”.
- 1996 — Иван Огњановић, за песму „Трактат о старој кући”.
- 1997 — Оливера Петровић Дуринац (1975), за песму „Тврђава вилиног коњица”.
- 1998 — Драгана Р. Машовић, за песму „Шапат”.
- 1999 — Зоран Богнар, за песму „Алиби”.
- 2000 — Верољуб Вукашиновић, за песму „Звоно”.

#### Од 2001. до 2010.
- 2001 — Александар Шаренац, за песму „Нарциси”.
- 2002 — Драгана Младеновић (1977), за песму „Канада”.
- 2003 — Ана Думовић, за песму „Операција Бабилон”.
- 2004 — Момчило Бакрач (1962), за песму „Траг беле хаљине”.
- 2005 — Сабина Јелачић (1981), за песму „Кутњак”.
- 2006 — награда није додељена
- 2007 — Зоран Раонић (1956), за песму „Неко доба”.[6]
- 2008 — Зоран Јеленац Милисављевић (1959), за песму „Нешто између”.[7]
- 2009 — Дејан Алексић, за песму „Веће”.[8]
- 2010 — Миљурко Вукадиновић (1953), за песму „Калемар Пупин”.[9]

#### Од 2011. до 2020.
- 2011 — Обрен Ристић, за песму „Сутрашњи варвари”.[10]
- 2012 — Љубинко Дугалић (1958), за песму „Лекција о лопти”.
- 2013 — Андреј Јелић Мариоков, за песму „Смедерево, небу отворено”.
- 2014 — Новица Соврлић (1956), за песму „Нокат”.
- 2015 — Милица Краљ (1953), за песму „Војничка”.
- 2016 — Мирослав Тодоровић, за песму „Песму коју нико никада није написао”.
- 2017 — Видак М. Масловарић (1950), за песму „Предсказање”.
- 2018 — Милош Јанковић, за песму „Резултанта”.
- 2019 — Душан Мијаиловић Адски (1953), за песму „У осами”.
- 2020 — Мирослав Костић (1955)[11]

#### Од 2021.
- 2021 — Љиљана Гајовић (1965), за рукопис збирке „С главом испод руке”.[12]
- 2022 — Боривој Везмар (1971)[13]